# گیزگیناب
گیزگیناب نام منطقه‌ای در سمت شمال دهستان خانندبیل غربی در بخش مرکزی شهرستان خلخال است 